# Roskildei béke
A roskildei békét 1658. február 26-án írták alá a dániai Roskilde városban, miután X. Károly Gusztáv svéd király 1658. február 11-én elfoglalta Sjælland szigetét. A béke érdekében III. Frigyes, Dánia–Norvégia királya kénytelen volt feláldozni országa területének majdnem a felét. Át kellett adnia Károly Gusztávnak a teljes Skånelandot, azaz Hallandot, Blekingét, Skånét és Bornholm szigetét, valamint Trøndelag és Bohuslän norvég tartományokat.

## Előzmények
A roskildei szerződés célja az 1655 óta zajló északi háború lezárása lett volna. A roskildei békét a taastrupi szerződés előzte meg 1658. február 18-án.

## A szerződés tartalma
A béketárgyalások záró aktusaként a békeszerződést 1658. február 26-án a roskildei székesegyházban.

## Következmények

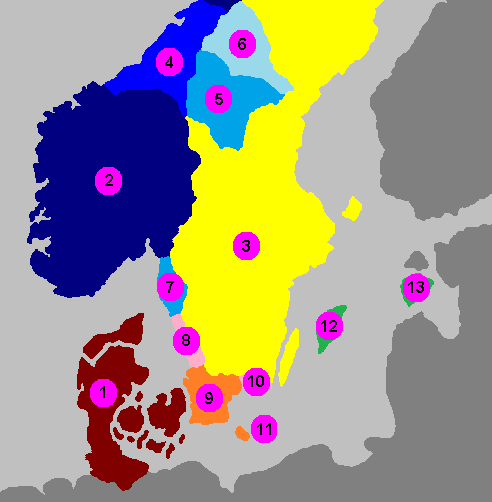
Dánia területvesztései, 1645-1660
1. Dánia, 2. Norvégia, 3. Svédország, 4. Trondheim (1658-60 között Svédországé), 5. Härjedalen (1645-től Svédországé), 6. Jämtland (1645-től Svédországé), 7. Bohuslän (1658-tól Svédországé), 8. Halland (1645-től Svédországé), 9. Skåne (1658-tól Svédországé), 10. Blekinge (1658-tól Svédországé), 11. Bornholm (1658-60 között Svédországé), 12. Gotland (1645-től Svédországé), 13. Ösel (1645-től Svédországé)

A területi szerzemények nem elégítették ki X. Károly Gusztáv svéd királyt. Nem hallgatott tanácsadóira, és öt hónappal a roskildei békekötés után másodszor is megtámadta Dániát. Kezdeti jelentős svéd sikerek után Dánia szövetségesei (Hollandia, a Német-római Birodalom, Lengyelország és a Brandenburgi Választófejedelemség) beléptek a háborúba. Koppenhága sikeres védelme és Trondheim visszafoglalása után Svédország súlyos hadi helyzetbe jutott. A háborút tovább is folytatni akaró X. Károly Gusztáv király 1660 februári elhunyta lehetőséget adott béketárgyalások megkezdésére, így 1660 májusában megszületett a koppenhágai békeszerződés, amely visszaadta Trøndelag tartományt (Trondheim várost és vidékét) Norvégiának és Bornholm szigetét Dániának (pontosabban utóbbit III. Frigyes dán királynak, mint magánbirtokot).